# 熊本県立多良木高等学校
熊本県立多良木高等学校（くまもとけんりつ たらぎ こうとうがっこう）は、熊本県球磨郡多良木町にあった県立の高等学校。
熊本県立球磨商業高等学校・（旧）熊本県立南稜高等学校との再編・統合で熊本県立球磨中央高等学校・（新）熊本県立南稜高等学校が新設されたため、2017年に生徒募集を停止し、2019年3月31日に閉校した。

## 設置学科
- 全日制課程 普通科
  - 普通科
  - 体育コース
  - 福祉教養コース

## 沿革
- 1922年 多良木他8ヶ村学校組合立多良木実科高等女学校として設立
- 1931年 熊本県に移管となり、熊本県立多良木実科高等女学校となる
- 1951年 熊本県立多良木高等学校と改称
- 1954年 全日制家庭科を設置
- 1963年 家庭科を家政科と改称
- 1968年 現在の校地へ移転
- 1972年 水上分校開校
- 1990年 水上分校閉校
- 1991年 普通科体育コース設置
- 1994年 普通科福祉教養コース設置
- 1995年 セミナーハウス「木綿葉」落成
- 2002年 創立80周年
- 2012年 創立90周年
- 2017年 熊本県立球磨商業高等学校、（旧）熊本県立南稜高等学校、熊本県立多良木高等学校の3校を再編・統合した熊本県立球磨中央高等学校、（新）熊本県立南稜高等学校の2校の開校に伴い、生徒募集停止。
- 2019年 閉校

## 著名な出身者
- 岩下博明（岩下兄弟株式会社代表取締役、映画監督　紀里谷和明の父）
- 豊田敏夫（モスクワオリンピック日本代表、陸上200ｍ）
- 才藤浩（ソウルオリンピック日本代表、陸上近代5種）
- 野田浩司（野球解説者、元プロ野球選手）
- 税所哲郎（群馬大学社会情報学部教授）
- 川辺尚彦（株式会社全日本武道具・株式会社日本剣道具製作所代表取締役、日本製剣道防具日本市場約8割を製造する）
- 橋口侑佳（現・フリーアナウンサー、青森テレビ、熊本朝日放送、名古屋テレビ放送（メ～テレ）、宮崎放送の元アナウンサー）
- 地下翔太（現・球磨村役場職員 上武大学に進学し、2011年に第87回東京箱根間往復大学駅伝競走に10区で出場。同年3月に大学を卒業、同年4月から球磨村役場総務課に勤務。同年秋に開催された第60回九州一周駅伝に熊本県チームの選手として初出場、2012年2月に開催された「第1回熊本城マラソン」歴史めぐりフルマラソン男子の部で初優勝、翌2013年2月に開催された「第2回熊本城マラソン」歴史めぐりフルマラソン男子の部でも優勝し、大会2連覇を果たした。）
- 太田黒卓 - 陸上競技選手（上武大学→八千代工業→ひらまつ病院→西鉄）
- 郡山玲（参議院議員）

## 最寄りの駅
- くま川鉄道 多良木駅